# Ancuabe
Ancuabe è un centro abitato del Mozambico situato nella provincia di Cabo Delgado ed è capoluogo dell'omonimo distretto; conta 44.918 abitanti (stima 2012).